# Rottefængeren fra Hameln (film fra 1918)
Rottefængeren fra Hameln er en tysk stumfilm fra 1918 af Paul Wegener.

## Medvirkende
- Paul Wegener - Fremder Spielmann
- Lyda Salmonova - Ursula
- Clemens Kaufung
- Wilhelm Diegelmann
- Frida Richard